# Gustav Schimpff
Gustav Schimpff (* 24. September 1871 in Berlin; † 20. November 1919 in Aachen) war ein deutscher Eisenbahn-Bauingenieur und Hochschullehrer an der Technischen Hochschule Aachen.

## Werdegang
Gustav Schimpff wuchs als Sohn eines Kaufmannes unweit der 1875 fertiggestellten Warschauer Brücke an der Eisenbahntrasse von Berlin nach Frankfurt (Oder) auf. Die von dem ausgedehnten Bahngelände ausgehende Faszination prägte schon als Kind seine weitere Entwicklung, und er begann dessen Anlagen im Modell nachzubauen. Nach dem Besuch des Leibniz-Gymnasiums in Berlin und einer einjährigen Zeit als Bau-Eleve bei dem Bau der Nebenbahn Coburg-Rodach begann er im Jahre 1891 sein Studium des Eisenbahnwesens an der Technischen Hochschule Charlottenburg. Dort legte er 1896 die Erste Staatsprüfung ab und 1899 die Zweite mit Auszeichnung und anschließender Ernennung zum Königlichen Regierungsbaumeister im Eisenbahnbaufach. Seine Ausarbeitung einer Nord-Süd-Bahn für Berlin wurde 1899 mit dem Schinkelpreis des Architekten- und Ingenieur-Vereins zu Berlin ausgezeichnet. Den Zeitraum zwischen den Prüfungen verbrachte er mit der Ausbildung als Regierungsbauführer bei der Königlichen Eisenbahndirektion Berlin und bei dem Bau der elektrischen Hochbahn dort; nebenamtlich war er Assistent von Adolf Goering an dessen Lehrstuhl für Bahnhofsanlagen und Eisenbahnbau an der Technischen Hochschule Charlottenburg.
Nach seiner Ernennung zum Regierungsbaumeister fand Gustav Schimpff bei seiner Übernahme in den Staatseisenbahndienst im Bereich des preußischen Ministeriums der öffentlichen Arbeiten im Direktionsbezirk Altona große Entfaltungsmöglichkeiten. Während der dortigen Dienstzeit fertigte er Entwürfe zu größeren Bahnhofsbauten an und wirkte an der Elektrifizierung der Hamburger Stadtbahn von Blankenese nach Ohlsdorf mit, die am 29. Januar 1908 in Betrieb genommen wurde. Zu Beginn des Jahres 1906 erhielt er in Altona die Beförderung zum Eisenbahn-Bau und Betriebsinspektor. In dieser Zeit heiratete Schimpff eine Tochter seines damaligen Vorgesetzten, Oberbaurat Geheimer Baurat Rudolf Otto Caesar.
Nach dem frühen Tod von Regierungsbaumeister Fritz Dircksen im März 1907 wurde Schimpff dann nach Köln berufen, um die Bauleitung der Hohenzollernbrücke zu übernehmen. Zum April 1909 folgte die Versetzung als Vorstand des Eisenbahnbetriebsamts 7 nach Berlin, Potsdamer Bahnhof. Diese Stellung musste er jedoch wegen eines Augenleidens nach einem halben Jahr aufgeben und wechselte in das Eisenbahnzentralamt. 1911 wurde Schimpff an die Technische Hochschule Aachen berufen, um dort in der Nachfolge von Ludwig Bräuler den Lehrstuhl für Eisenbahnwesen zu besetzen. Als ordentlicher Professor verstarb Gustav Schimpff 1919 in Aachen nach kurzer Krankheit.
Schimpff unternahm auch Studienfahrten. So führte ihn die mit dem Schinkelpreis verknüpfte Reise zu Studien nach Nordamerika, deren Ergebnisse er 1903 publizierte. Während seiner Tätigkeit in Altona unternahm er Studienreisen in die Schweiz und nach Norditalien „zur Erweiterung seiner Kenntnisse auf dem Gebiet elektrischer Zugbeförderung“.

## Wirken
Gustav Schimpff trat neben seinen praktischen Arbeiten schon früh auch publizistisch hervor. Aus seiner Aachener Zeit ist insbesondere die Mitarbeit an der von Victor von Röll herausgegebenen Enzyklopädie des Eisenbahnwesens zu nennen. Darüber hinaus war er auch als Gutachter und Schiedsrichter gefragt, wobei sein besonderes Interesse dem (elektrifizierten) Ausbau der Stadt- und Vorortbahnen galt, sowie Fragen des Siedlungs- und Städtebaus.
Gemeinsam mit dem befreundeten Wilhelm Kübler errang Schimpff zudem Preise in zwei Wettbewerben (betreffend eine Straßenbahn in Freiburg im Breisgau und die Verbesserung des Betriebs auf der Wannseebahn).

## Werk

### Schriften
- Die Straßenbahn in den Vereinigten Staaten von Amerika. Julius Springer, Berlin 1903.
- Artikel in Victor von Röll (Hrsg.): Enzyklopädie des Eisenbahnwesens. 2. Auflage in 10 Bänden. Urban & Schwarzenberg, Berlin / Wien 1912–1923.
  - Empfangsgebäude. In:  Band 4. 1913, S. 300–340.
  - Beschilderungen von Bahnhöfen. In:  Band 2. 1912, S. 265–267.
  - Dübel. In:  Band 3. 1912, S. 446–448.
  - Gleisheber. In:  Band 5. 1914, S. 336–337.
  - Gleismesser. In:  Band 5. 1914, S. 344–349.
- Erinnerungen an Dr. Ing. Oder. In: Verkehrstechnische Woche und Eisenbahntechnische Zeitschrift. Band 9, Nr. 12. Berlin 19. Dezember 1914, S. 137–140 (u. a. über Reisen mit Moritz Oder).

### Bauten
- 1907–1909: Bauleitung beim Bau der Hohenzollernbrücke in Köln (unter Fritz Beermann)